# ドイツ国

ドイツ国
Deutsches Reich

国歌: Heil dir im Siegerkranz（ドイツ語）
皇帝陛下万歳（非公式）

Die Wacht Am Rhein（ドイツ語）
ラインの護り（非公式）

Deutschlandlied（ドイツ語）
ドイツの歌(1922-1945)

Die Fahne hoch!（ドイツ語）
旗を高く掲げよ

第一次世界大戦前の1914年のドイツ国の領域

第二次世界大戦前の1930年のドイツ国の領域

世界大戦中の1942年のドイツ国の占領域

ドイツ国（ドイツこく、ドイツ語: Deutsches Reich〔ドイチェス・ライヒ〕）は、1871年から1945年まで中央ヨーロッパに存在した国家。現在のドイツ連邦共和国（ドイツれんぽうきょうわこく、ドイツ語: Bundesrepublik Deutschland）の前身とされる国家で、ドイツ統一から第二次世界大戦におけるドイツ敗北までの74年間における帝政時代からヴァイマル共和政時代、およびナチス政権時代までのドイツの正式な国名である。

## 名称
ドイツ語「Reich（ライヒ）」とは、元来「一人の支配者が治める国家」という意味であった。いわゆる神聖ローマ帝国において初めて用いられ、単に「ライヒ」を用いた場合には「帝国」を意味する「エンパイア」の語源であるラテン語の「Imperium（インペリウム）」とほとんど同義であった。王国の場合はプロイセン王国 (Königreich Preußen)やバイエルン王国 (Königreich  Bayern) と言ったように「König（王）」をつけた「Königreich」として用いられる。1871年に成立した帝政ドイツは、正式な国号を 「Deutsches Reich」とした。ドイツ革命で成立したいわゆるヴァイマル共和政では、「Deutsches Reich」の国名を引き継ぎ、この時点でライヒは「ドイツ全国」を意味するという解釈変更が行われた。このためこれ以降は帝政時代については「Kaiser（皇帝）」を加えて「ドイツ帝国（Deutsches Kaiserreich）」と呼称する用法が生まれた。

## 変遷
ドイツ国は以下の3つの政治体制に分けられるが、これら3つの政治体制でも正式な国名は "Deutsches Reich" のまま変わっていない。しかし、第一次世界大戦中に軍部の実権を握ったエーリヒ・ルーデンドルフ及び陸軍最高司令部は帝国指導部の権限を超越し、事実上の軍事政権を展開させた。(ただし名目上の政治体制は文民政権)

### 帝政時代
1871年から1918年までの、ホーエンツォレルン家の皇帝によって統治される国家体制は、日本では教科書等で「ドイツ帝国」という名称で紹介されている場合が多い。
1918年、ドイツ革命及び第1次世界大戦敗戦で崩壊。

灰色が現在のドイツ連邦共和国の領土。黒が第一次世界大戦前にドイツが所有していた領土。

### ヴァイマル共和政
1918年から1933年までの、ヴァイマル憲法下の国家体制は日本では教科書等で「ドイツ共和国」「ヴァイマル共和国」という名称で紹介されている場合も多い。ただしヴァイマル憲法が「ドイツ国は共和国である」と定めているように、正式な国名はあくまで「ドイツ国」である。

### ナチス・ドイツ期
1933年から1945年までの、ナチス政権下の国家体制は、大統領緊急令の活用でヴァイマル憲法を事実上停止したものの、国名自体は変更しなかった。
一時期はプロパガンダ上で「Drittes Reich」の呼称を宣伝し、英語では「The Third Reich」の訳語を使用し、日本では「（ドイツ）第三帝国」と訳した。しかし、この呼称は海外でナチ党を批判する言説に頻繁に利用されたことから、宣伝相ヨーゼフ・ゲッベルスは、使用を1939年7月10日から宣伝上の問題点により忌避するように命じた。
1943年6月24日、総統官邸長官ハンス・ハインリヒ・ラマースが、公用文書「Erlass RK 7669 E」の中で初めて「Großdeutsches Reich（大ドイツ国）」の呼称を用いた。同年10月24日以降は切手にもこの国名が印刷されるなど、半ば公式の名称となったが、正式な国名変更は最後までなされることはなかった。
ナチス体制の崩壊後、連合国軍は1945年6月5日に「ベルリン宣言」を発してドイツに中央政府が存在しないことを宣言し、ドイツ国は完全に消滅した。その後成立したドイツ連邦共和国（西ドイツ）とドイツ民主共和国（東ドイツ）はいずれもドイツ国の国号を用いず、継承国とはみなされていなかった（ドイツ再統一後のドイツ連邦共和国については継承国を参照）。
現在のドイツでは「NS-Deutschland」や「Nazi-Deutschland」などの名称も用いられる。